# Гардиън
„Гардиън“ (на английски: The Guardian) е британски всекидневник, единственият национален пълноцветен вестник. Към юни 2014 г. всекидневникът издава около 185 313 екземпляра, което го нарежда на трето място във Великобритания след лондонските „Дейли Телеграф“ и „Таймс“. Дигиталното издание на вестника набира огромна популярност с около 9 милиона читатели всеки месец, а сайтът е класиран като 6-и по големина новинарски сайт в мрежата по брой зрители. Електронното издание се отличава от печатното.
Редакциите на „Гардиън“ са склонни към либералната левица във Великобритания. Според проучване от 2000 г. 80% от читателите му са избиратели от Британската лейбъристка партия. Подобно проучване от 2004 г. установява, че 44% от неговите читатели са лейбъристи, а 37% са гласували за либералдемократите.

## История
Основан е през 1821 г. в Манчестър като седмичник („Манчестър Гардиън“). От 1959 г. приема сегашното си заглавие.
От 1964 г. излиза в Лондон. През 1993 г. поема „Обзървър“ – най-стария неделен вестник в света, основан през 1791 г. Оттогава нататък неделният брой е оформен във вида на вестник „Обзървър“.